# Gasteromicets

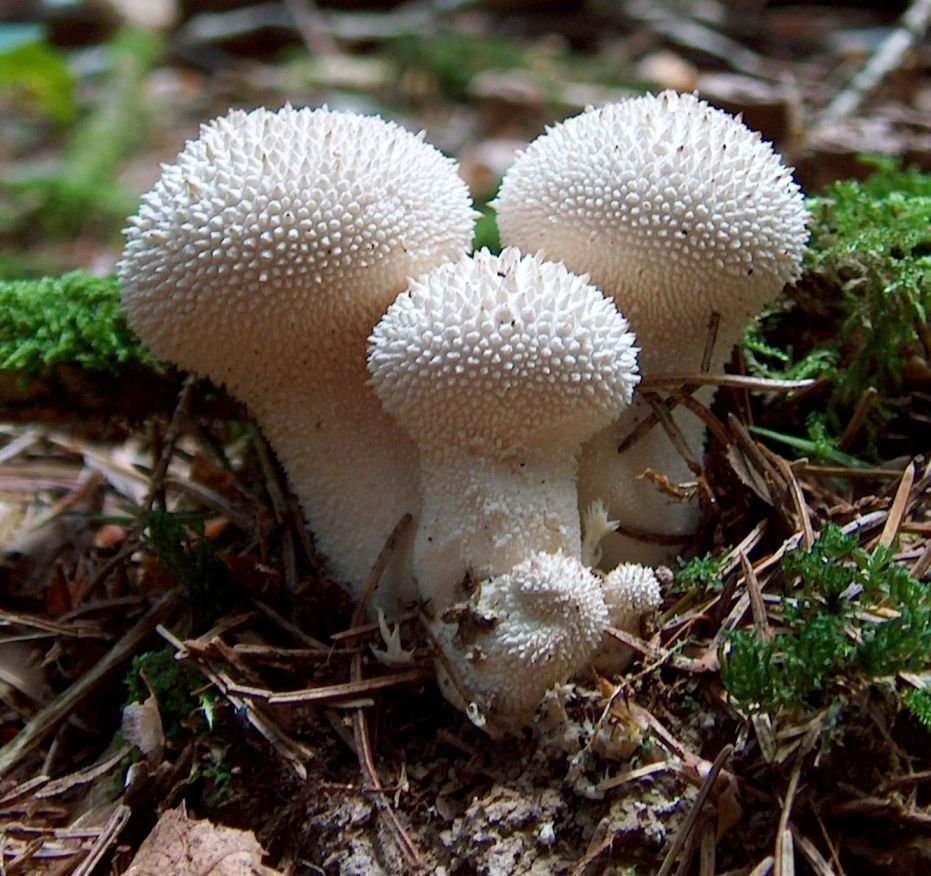
Pet de llop Lycoperdon perlatum

Els gasteromicets (Gasteromycetes) són una antiga classe de fongs basidiomicots (Basidiomycota). Les espècies d'aquest grup abans s'ubicaven en la classe actualment obsoleta dels Gasteromycetes (literalment "fongs estómac"), o en l'ordre igualment obsolet dels Gasteromycetales.

## Història

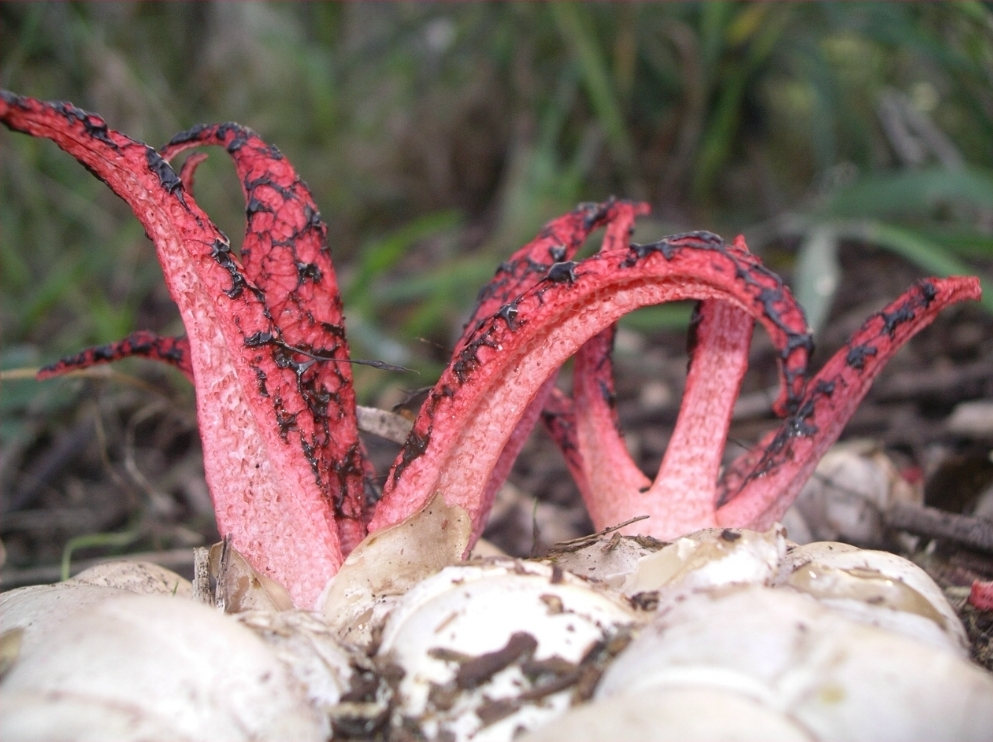
Clathrus archeri, emergint d'un ou

Diversos bolets gasteromicets com Phallus impudicus L. ja havien estat descrits per Linnaeus en la seva obra Species Plantarum de 1753, però el primer tractament crític d'aquest grup el va fer Christiaan Hendrik Persoon en la seva obra, Synopsis methodica fungorum de 1801. Fins a 1981, aquest llibre va ser el punt de partida per donar nom als Gasteromycetes sota el International Code of Botanical Nomenclature. Elias Magnus Fries introduí el nom de Gasteromycetes per a una classe de fongs en el seu Systema Mycologicum de 1821.
Cap a la meitat del segle xx va passar a ser evident que Gasteromycetes era una classe artificial.

## Descripció

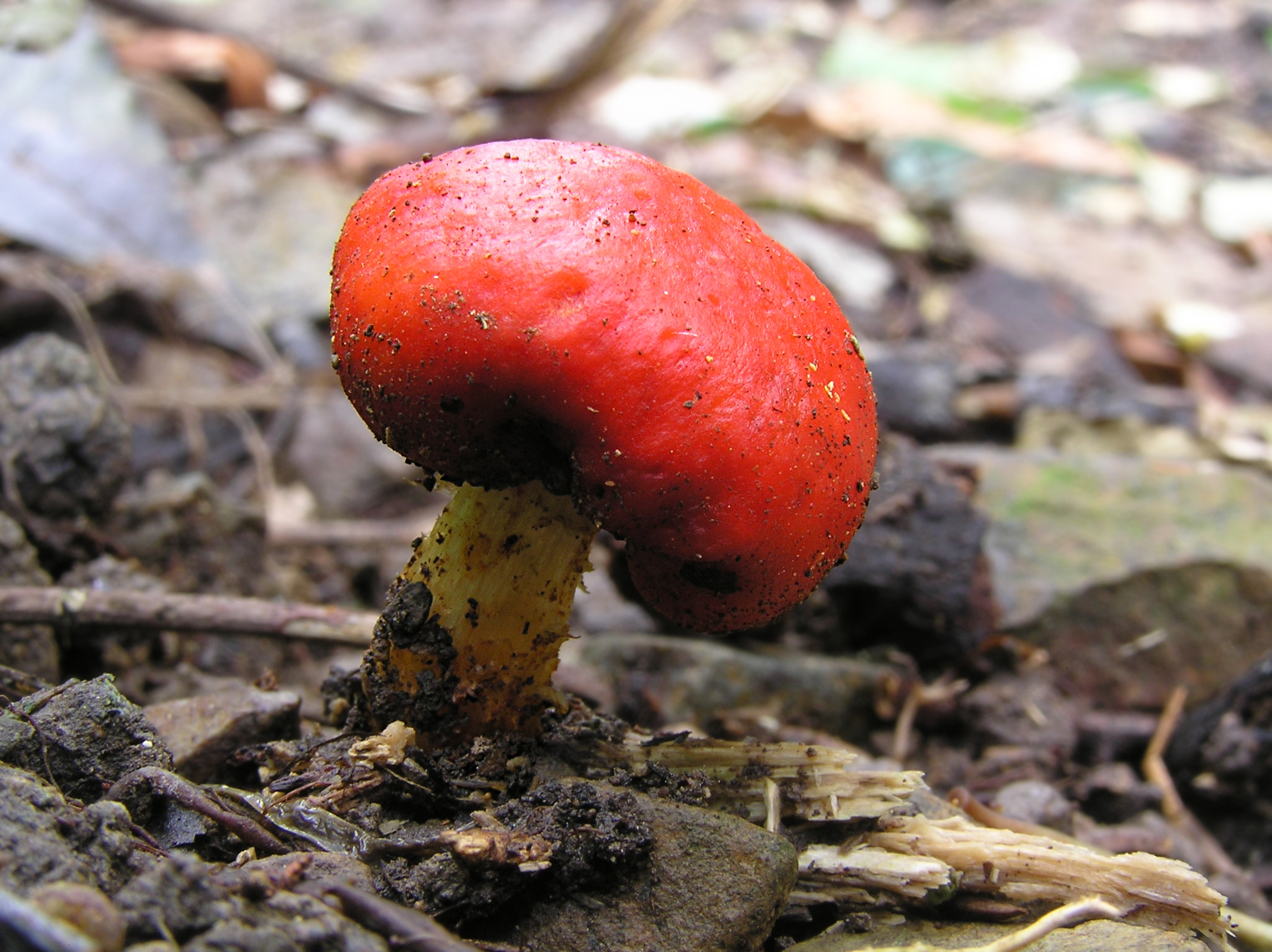
Leratiomyces erythrocephalus, Nova Zelanda

Els gasteromicets formen cossos fructífers visibles a ull nu, però en tots els casos les espores es formen i maduren internament i s'alliberen passivament.